# Palpita ocelliferalis
Palpita ocelliferalis is een vlinder uit de familie van de grasmotten (Crambidae), uit de onderfamilie van de Spilomelinae. De wetenschappelijke naam van deze soort is voor het eerst voorgesteld als Glyphodes ocelliferalis door George Francis Hampson in een publicatie uit 1912. De spanwijdte bedraagt 20 millimeter.
De soort komt voor in Nigeria, Congo-Kinshasa, Oeganda, Kenia en Rwanda.